# Вандерлан
Ва́ндерлан Барбо́за да Си́лва (порт.-браз. Vanderlan Barbosa da Silva; род. 7 сентября 2002, Брумаду, Баия) — бразильский футболист, защитник клуба «Палмейрас».

## Клубная карьера
Вандерлан — воспитанник клубов «Жакуипенсе» и «Палмейрас». 27 января 2020 года в матче против «Васко да Гама» он дебютировал в бразильской Серии A в составе последнего. В своём дебютном сезоне игрок помог клубу завоевать Кубок Либертадорес, хотя на помощь не выходил, а в следующем сезоне повторил успех. 23 октября 2022 года в поединке против «Аваи» Вандерлан забил свой первый гол за «Палмейрас». По итогам сезона он стал чемпионом Бразилии.

## Достижения
Клубные
 «Палмейрас»
- Победитель бразильской Серии A (1) — 2022
- Победитель Лиги Паулиста (1) — 2022
- Победитель Рекопа Южной Америки (1) — 2022
- Обладатель Кубка Либертадорес (2) — 2020, 2021
- Обладатель Кубка Бразилии (1) — 2020